# Kodeks 0252
Kodeks 0252 (Gregory-Aland no. 0252) – grecki kodeks uncjalny Nowego Testamentu na pergaminie, datowany metodą paleograficzną na V wiek. Przechowywany jest w Montserrat. Rękopis zachował się we fragmentarycznym stanie, jego tekst był dwukrotnie rekonstruowany. Tekst rękopisu jest wykorzystywany we współczesnych wydaniach greckiego Nowego Testamentu.

## Opis
Do XXI wieku zachował się fragment 1 pergaminowej karty rękopisu, z greckim tekstem Listu do Hebrajczyków (6,2-4 – recto 6,6-7 – verso). Fragment stanowi centralną część dawnej karty, na jego brzegach widoczne są uszkodzenia dokonane przez ogień. Zachowany fragment ma rozmiar 5,9 na 2,8 cm. Spośród zachowanych fragmentów Listu do Hebrajczyków ten jest najmniejszy.
Według rekonstrukcji oryginalna karta kodeksu miała rozmiar 20 na 17 cm. Tekst pisany był dwoma kolumnami na stronę, 25 linijkami w kolumnie. Pergamin jest dobrej jakości i ma kolor blady. Atrament jest koloru czarnego, przebija się na drugą stronę pergaminu, co utrudnia odczyt niektórych liter na stronie recto. Rho ze strony verso jest widoczna na stronie recto pomiędzy literami alfa i mi.
Litery są charakterystyczne dla biblijnej uncjały, są okrągłe i starannie wykonane, zachodzi wyraźna różnica pomiędzy grubymi wertykalnymi a wąskimi horyzontalnymi liniami. Większość liter można wpisać w kwadrat. Litery są zwykle dwuliniowe z wyjątkiem rho, ypsilon i bety. Stosuje znaki diakrytyczne.
Nomina sacra pisane są skrótami (θς i θν), choć nie zawsze. W Hbr 6,6 υἱὸν (syna) został zapisany w pełnej formie.
Według Marii Victorii Spottorno fragment należał niegdyś do bardzo eleganckiego rękopisu.

## Tekst
Tekst rękopisu reprezentuje mieszaną tradycję tekstualną, z dużą ilością elementu bizantyjskiego. Kurt Aland zaklasyfikował tekst rękopisu do kategorii III. Tekst fragmentu jest pokrewny dla typu reprezentowanego przez Kodeks Synajski i Watykański, i jest zgodny z wydaniami Nestle-Alanda.
W Hbr 6,2 stosuje partykułę τε (i, ponadto, również), podobnie jak większość greckich rękopisów. Partykułę omija Kodeks Watykański i Claromontanus, rękopisy późnej Wulgaty oraz koptyjskie przekłady. Wszystkie nowożytne wydania drukowanego Nowego Testamentu stosują partykułę τε, z wyjątkiem The New Testament in the Original Greek.
Rekonstrukcja sześciu pierwszych linijek strony verso.
| Roca-Puig (1964) 1 [ανασταυ]ροῦ[ντας] 2 [έα]υτοῖ[ς τὸν [υν] 3 [το]ῦ θυ κ[αὶ παρα] 4 [δει]γματ[ίζον] 5 [τας γ]ῆ γὰρ ἡ π[ιοῦ] 6 [σα τὸ]ν ἐπ' αὐ[τῆς] | Spottorno (2014) [σταυρο]ῦν[τας] [έαυτοῖς] τὸν [υἱ] [òv το]ῦ θυ κ[αὶ πα] [ραδει]γματ[ίζον] [τας γ]ῆ γὰρ ἡ π[ιοῦ] [σα τὸ]ν ἐπ' αὐ[τῆς] |

## Historia
Ramón Roca-Puig datował fragment na pierwszą połowę IV wieku. Aland uznał, że V wiek jest bardziej prawdopodobny. INTF datuje rękopis na V wiek . Spottorno uznała jednak, że mógł powstać w IV wieku. Pochodzenie fragmentu jest nieznane, przypuszcza się, że mógł powstać w Egipcie.
Fragment opisany został z paleograficznego oraz tekstualnego punktu widzenia przez R. Roca-Puiga w 1964 roku, który ponadto sporządził pierwszą rekonstrukcję tekstu. Maria Victoria Spottorno w 2014 roku sporządziła nową rekonstrukcję tekstu i poprawiła niektóre propozycje Roca-Puiga.
Na listę greckich rękopisów Nowego Testamentu wciągnął go Kurt Aland, oznaczając go przy pomocy siglum 0252. Został uwzględniony w II wydaniu Kurzgefasste (1994). Rękopis jest wykorzystywany w krytycznych wydaniach greckiego Nowego Testamentu (od 26 wydania Nestle-Alanda) i czwartego wydania UBS. W aparacie krytycznym 26 wydania Nestle-Alanda zacytowano go jeden raz.
Rękopis był przechowywany w Fundación Sant Lluc Evangelista (Pap. Barcinonensis, inv. n. 6) w Barcelonie. Tutaj go znalazł Ramón Roca-Puig. Od roku 2014 jest przechowywany w bibliotece Opactwa Matki Bożej (P. Monts. Roca inv. no 6) w Montserrat .